# Роман (папа римский)
Роман (лат. Romanus PP.; IX век — ноябрь 897) — папа римский с августа по ноябрь 897 года. Был возведён на папский престол, вероятно, сторонниками папы Формоза после убийства Стефана VI. По одной из версий, Роман приказал похоронить тело Формоза и, вероятно, признал действия папы Стефана VI недействительными. Через несколько месяцев он сам был свергнут и убит.

## Биография
Сведений о папе сохранилось очень мало. Роман происходил из Галлезе недалеко от Чивита-Кастеллана и был сыном некоего Константина. На момент своего избрания папой он был кардиналом-священником в базилике Святого Петра в веригах. Его избрали папой в конце июля или начале августа 897 года, вероятно, до 20 августа. Он умер через 4 месяца.
Понтификат Романа относится к периоду междоусобиц в Риме, последовавшими после так называемого «Трупного синода», во время которого по приказу папы Стефана VI тело папы Формоза было эксгумировано, осквернено и брошено в Тибр. После этого сторонники Формоза свергли и задушили Стефана, что привело к войне между партиями.
В. Лоре, автор статьи в «Биографическом словаре итальянцев», указывает, что Роман приказал извлечь тело Формоза из Тибра и похоронить его, а действия папы Стефана, вероятно, признал недействительными. Однако по другим сведениям, тело осуждённого папы торжественно похоронил уже папа Теодор II. Формальное аннулирование постановлений «Трупного синода» произошло несколько лет спустя папой Иоанном IX.
Современные источники ничего не сообщают о политических взглядах папы Романа. По мнению Хораса Манна, папа вряд ли был сторонником Сполетской партии; он считает, что Роман покинул Рим после «Трупного синода». В. Лоре соглашается с тем, что папа вряд ли был противником Формоза, как его предшественник Стефан VI (VII), поскольку того свергли и убили в тюрьме члены противостоящей партии. Кроме того, Роман был земляком папы Марина I, сторонника Формоза. При этом в каталоге пап XV века указывается, что Роман выносил приговоры, противоречащие предшественнику, что современные исследователи считают маловероятным: Романа свергли в ноябре 897 года, а его преемник Теодор II, несмотря на небольшой понтификат, реабилитировал Формоза и перенёс его тело в собор Святого Петра. Поэтому В. Лоре считает вероятным, что Романа сместила та же партия, что и возвела на престол, из-за его недостаточно энергичного отношения к реабилитации Формоза. При этом автор энциклопедии «Britannica» полагает, что папу свергли сторонники Стефана.
О судьбе Романа после свержения достоверной информации нет. Вероятно, его заставили принять монашеский сан, а позже он был убит.
К понтификату Романа относятся документы, подтверждающие владения испанских епископов Жироны и Эльна. Кроме того, он даровал паллий патриарху Градо Виталию и подтвердил привилегии для его церкви.
Монеты, отчеканенные во время понтификата Романа, носят имя императора Ламберта и монограмму папы «Scs. Petrus».